# Joy of Living; The Art of Renoir
Joy of Living; The Art of Renoir ist in den USA der Copyright-Titel des auch unter dem Kurztitel vermarkteten Films Joy of Living, eines US-amerikanischen Kurzfilms von Jean Oser aus dem Jahr 1952, der für einen Oscar nominiert war. 

## Inhalt

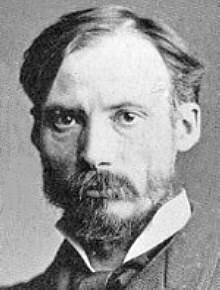
Pierre-Auguste Renoir

Der Film beschäftigt sich mit dem Leben und Werk des französischen Künstlers Pierre-Auguste Renoir (1841–1919), einem der bedeutendsten französischen Maler des Impressionismus.
Vorrangig werden Fotografien der Gemälde von Renoir präsentiert, die die Persönlichkeit des in Paris lebenden und malenden Künstlers und seine Lebensfreude, die er in seinen Bildern ausdrückt, widerspiegeln. Renoir liebte es, gesellschaftliche Anlässe darzustellen und Lebensfreude in Bilder umzusetzen.

## Produktion, Veröffentlichung
Der von Art Film Productions für Twentieth Century Fox produzierte Film wurde in den USA erstmals am 27. Dezember 1952 veröffentlicht.

## Auszeichnung
Boris Vermont war mit dem von ihm produzierten Film auf der Oscarverleihung 1954 in der Kategorie „Bester Kurzfilm“ (1 Filmrolle) für einen Oscar nominiert, musste sich jedoch Johnny Green und dem Musikfilm Overture to The Merry Wives of Windsor geschlagen geben.